# جون لورانس مكدونالد
جون لورانس مكدونالد هو سياسي كندي، ولد في 6 أغسطس 1894 في ساوث ستورمونت في كندا، وتوفي في 26 فبراير 1969. حزبياً، نشط في حزب أونتاريو المحافظ التقدمي. وقد انتخب عضو برلمان مقاطعة أونتاريو.